# Xiaomi Mi 3
Lo Xiaomi Mi 3 (Cinese: 小米手机3) è uno smartphone prodotto da Xiaomi. È un dispositivo di fascia alta, ed è stato distribuito nell'aprile 2013. È stato presentato al Xiaomi New Product Launch Event 2013, assieme allo Xiaomi Mi TV 2, che si è tenuto il 19 aprile 2013.
Il Mi 3 è una versione altamente rinnovata del suo predecessore, lo Xiaomi Mi2s. Il telefono ha un design molto diverso rispetto al predecessore.

## Caratteristiche tecniche
Lo Xiaomi Mi 3 nasce con la MIUI 5, aggiornabile alla 8. La MIUI è basata sul concetto di manipolazione diretta, con gesti multi-touch. La ROM dispone un programma di aggiornamento che permette di aggiornare il dispositivo.
Lo Xiaomi Mi 3 possiede la CPU Qualcomm Snapdragon 800 MSM8274AB, quad-core a 2,3 GHz. Il suo processore grafico (GPU) è un Adreno 330. Lo schermo è un IPS LCD Full HD da 5 pollici. Il dispositivo è dotato di connettività 2G GSM, 3G HSPA, Wi-Fi 802.11 a/b/g/n, dual-band, Wi-Fi Direct, hotspot, Bluetooth 4.0, A2DP, GPS, A-GPS, GLONASS, NFC, radio FM, microUSB 2.0 e USB Host. Il telefono include una batteria agli ioni di litio di 3050 mAh, che fornisce 260 ore in standby. Viene fornita una fotocamera principale da 13 megapixel (f/2.2, 28mm, video Full HD@30fps) e una fotocamera frontale da 2 megapixel (f/2.2, video Full HD@30fps). Oltre alla normale versione con 2 GB di RAM e 16 di memoria interna, è stata rilasciata anche una versione con 64 GB di memoria interna.